# Kibatama
Kibatama är ett vattendrag i Burundi.   Det ligger i provinsen Muramvya, i den centrala delen av landet, 19 kilometer öster om huvudstaden Bujumbura.
Omgivningarna runt Kibatama är en mosaik av jordbruksmark och naturlig växtlighet. Runt Kibatama är det tätbefolkat, med 297 invånare per kvadratkilometer.